# Roter Fingerhut
Der Rote Fingerhut (Digitalis purpurea), auch Fingerhut, Fingerkraut, Fuchskraut, Schwulstkraut, Unserer-lieben-Frauen-Handschuh, Waldglöckchen, Waldschelle genannt, ist eine Pflanzenart aus der Gattung der Fingerhüte (Digitalis) in der Familie der Wegerichgewächse (Plantaginaceae). Der Gattungsname Digitalis leitet sich vom lateinischen Wort digitus für Finger ab und bezieht sich auf die charakteristische Blütenform.
Der Rote Fingerhut wurde 2007 zur Giftpflanze des Jahres gewählt.

## Beschreibung

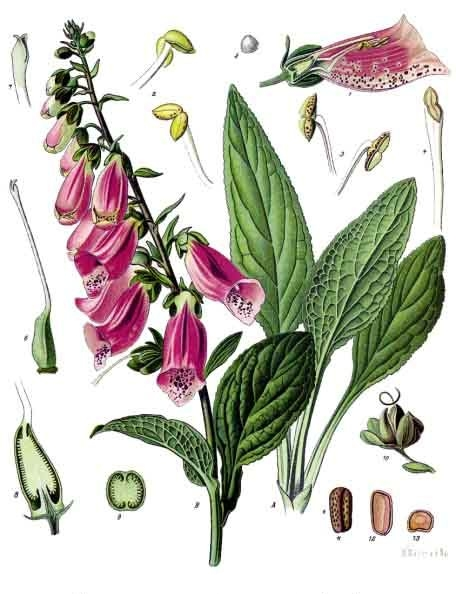
Illustration

Der Rote Fingerhut wächst meist als zweijährige, krautige Pflanze. Im ersten Jahr bildet sie eine Grundblattrosette, aus der im Folgejahr ein bis zu 200 cm hoher, meist unverzweigter, beblätterter Stängel austreibt. Diese Halbrosettenpflanze treibt seltener auch in weiteren Jahren aus den basalen Achselknospen wieder aus. Die grundständigen, bis 20 cm langen Laubblätter sind lang gestielt und besitzen einen keilig verschmälerten Spreitengrund, die oberen sind ungestielt. Die Blattstellung ist spiralig, das sechste Blatt steht genau über dem ersten, was bei zwei Umläufen einem Divergenzwinkel von 144 Grad entspricht. Die eiförmige Blattspreite ist beidseitig, unterseits grau-weiß, behaart, der Blattrand kerbig gesägt.
Im endständigen, traubigen Blütenstand stehen viele Blüten zusammen. Die zwittrigen Blüten sind zygomorph. Die fünf purpurrot-violetten oder selten weißen Kronblätter sind zu einer 4 bis 6 cm langen, fingerhutähnlichen Krone verwachsen, die innen behaart und außen kahl ist. Die Krone ist zweilippig mit auffällig gefleckter Unterlippe. Es sind vier Staubblätter vorhanden. Die Narbe ist zweilappig. Die Blütezeit reicht von Juni bis August.
Es werden mit einer Länge von etwa 12 mm eiförmige Kapselfrüchte gebildet, die sich vor allem entlang der Scheidewände (septizid) öffnen und viele mit einer Länge von etwa 0,5 mm kleine Samen enthalten. Die Fruchtreife erfolgt im August.
Die Chromosomenzahl beträgt 2n = 56, seltener 112.

## Ökologie
Die traubigen Blütenstände sind durch Orientierung zum Licht hin einseitswendig (positiv phototrop). Steht der Fingerhut in der vollen Sonne, weisen seine Blüten nach Süden. Die Einzelblüten sind schräg abwärts gerichtet. Es handelt sich um „Rachenblumen“ mit der Innenwand dicht anliegenden Staubbeuteln und Narben. Der Eingang in die Blüten wird kleineren Insekten durch senkrecht hochstehende Sperrhaare verwehrt; gewöhnlich können nur Hummeln eindringen („Einkriechblume“). Ihnen dient der vorstehende untere Teil der Blütenglocke als Landeplattform. Wenn das Insekt zum Nektar vordringt, streift es die Staubgefäße mit dem Rücken, der dabei mit Pollen beladen werden kann.
Die Blüten sind vormännlich; sie erblühen am Blütenstand von unten nach oben. Wenn die unteren sich im weiblichen Stadium befinden, sind die oberen erst im männlichen Stadium. Da der Anflug von Blütenständen durch Hummeln immer von unten nach oben erfolgt, wird Fremdbestäubung sichergestellt. Die dunklen und hell umrandeten Flecken der Blüteninnenseite wurden früher als Saftmale gedeutet. Inzwischen konnte gezeigt werden, dass die Blüten bei Abdeckung der Flecken nur fünf Mal seltener angeflogen werden; man deutet die Flecken daher heute als Staubbeutel-Attrappen. Die Lebensdauer der Blüten beträgt etwa sechs Tage. Zuweilen tritt eine monströse Riesenblüte auf (Pseudo-Pelorie). In den Blüten ist das Anthocyan Cyanin enthalten. Die Bestäubung erfolgt vor allem durch langrüsselige Hummelarten, wie die Ackerhummel und die Gartenhummel.

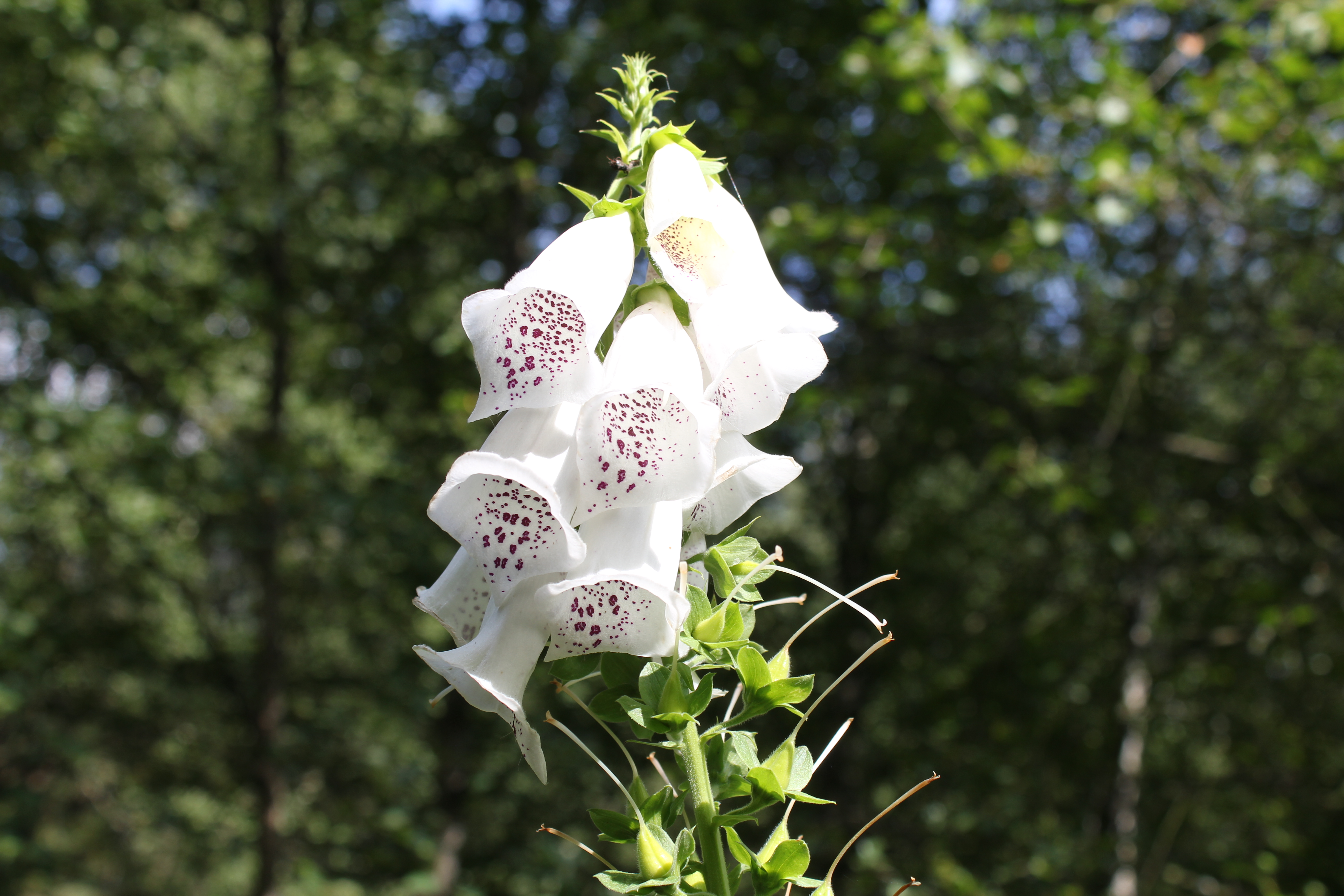
Weiße Variante
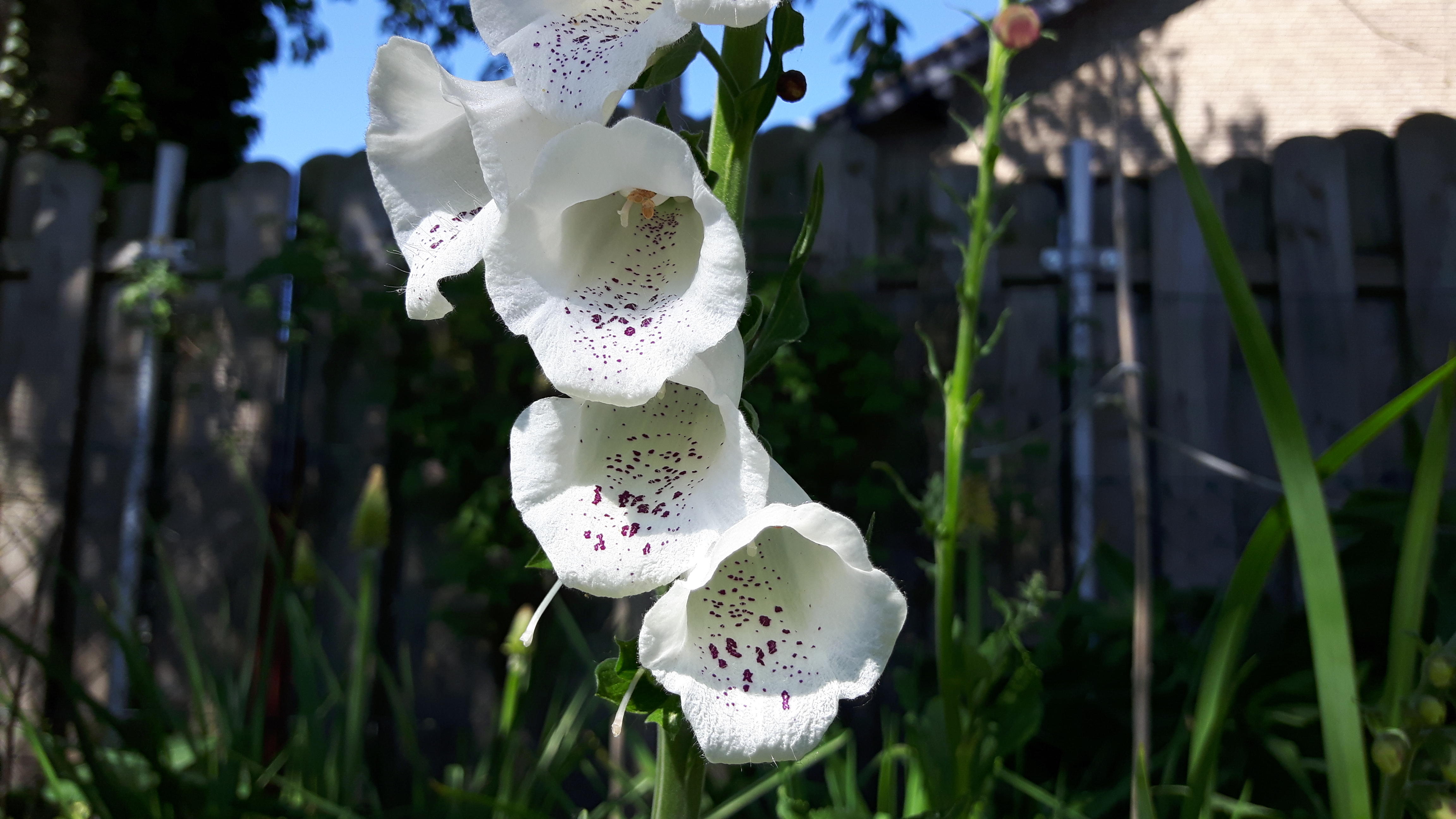
Weißer Fingerhut
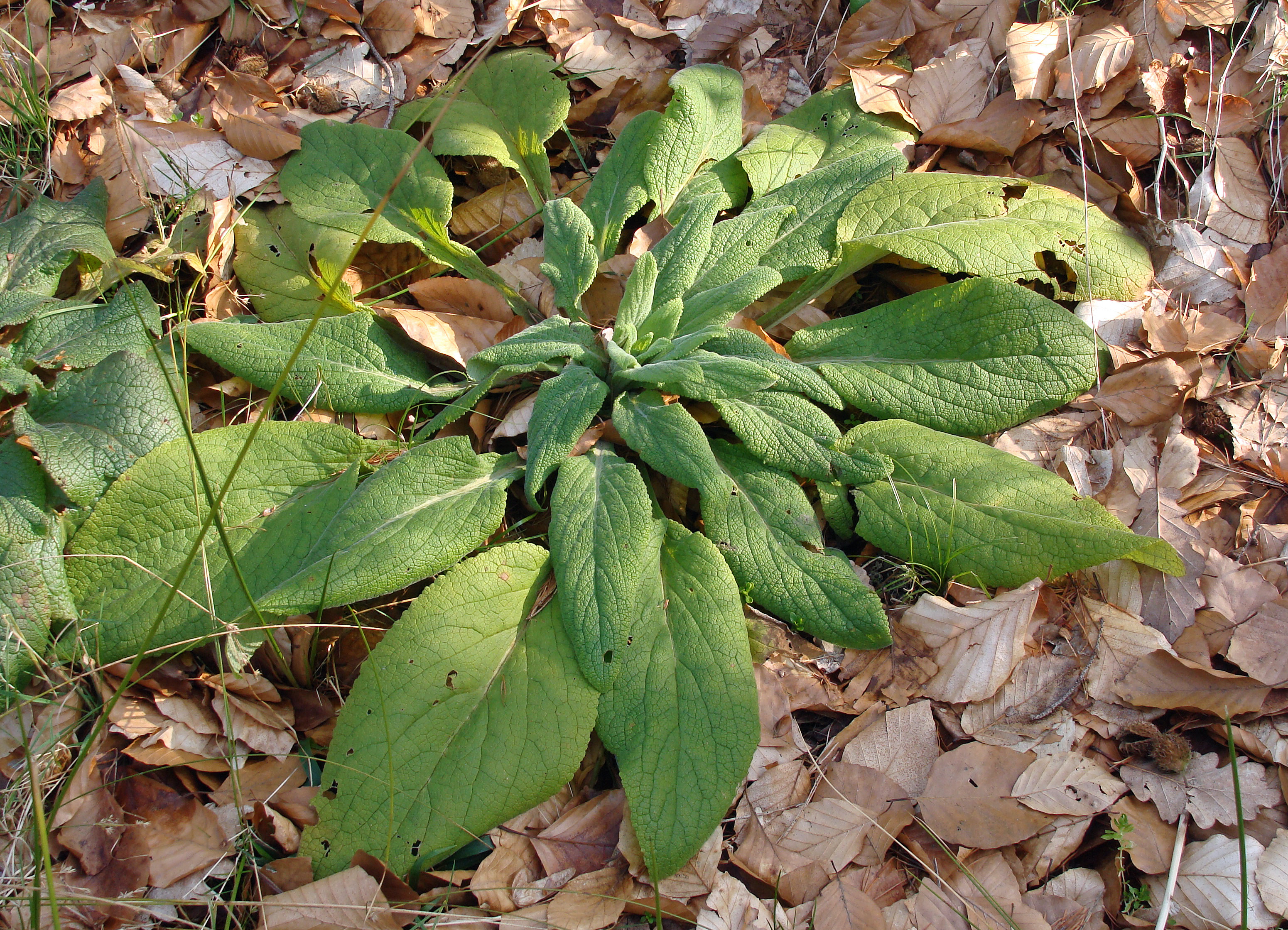
Fingerhut Digitalis purpurea (Blätter)
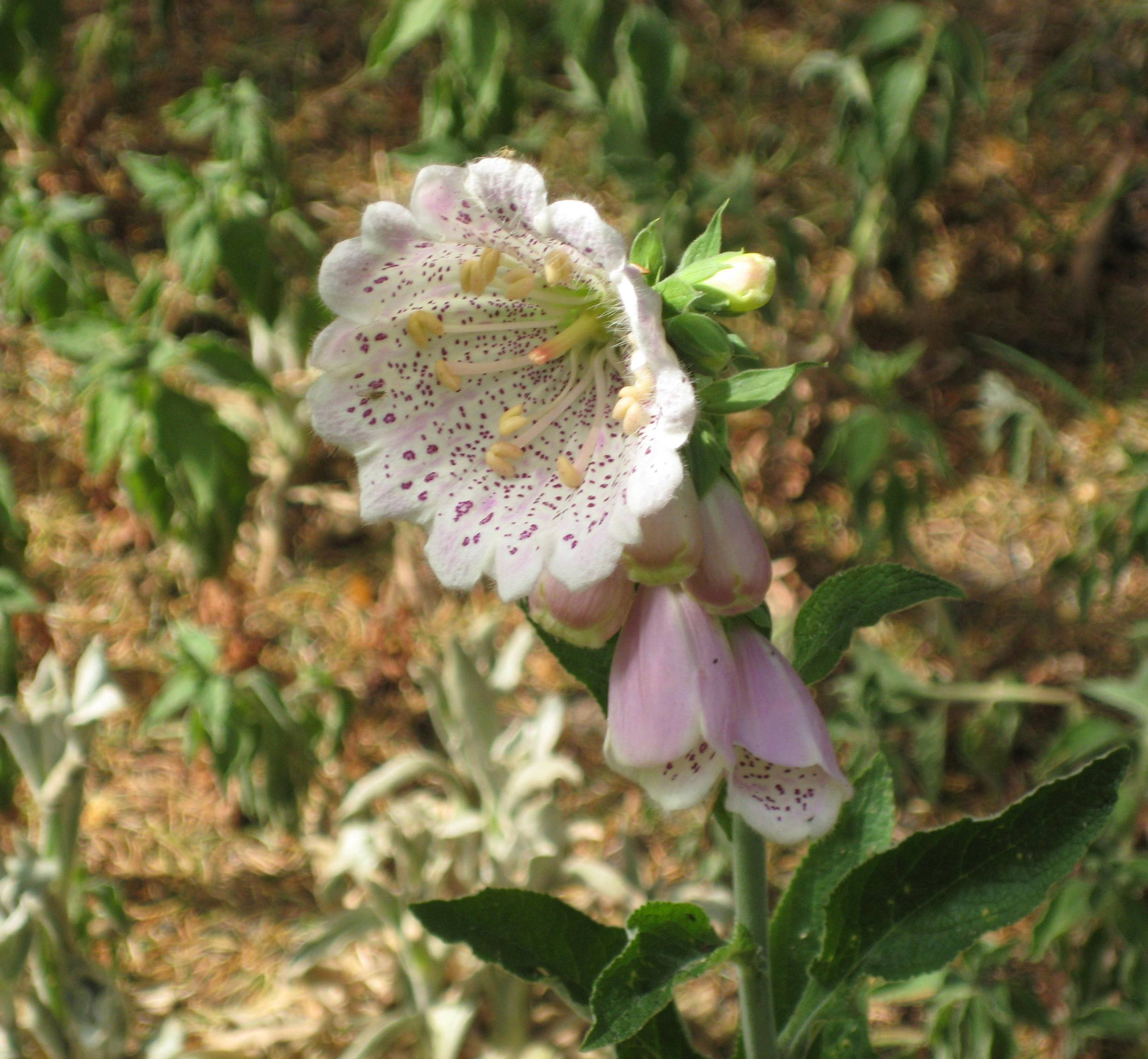
Roter Fingerhut mit Riesenblüte (Pseudo-Pelorie)
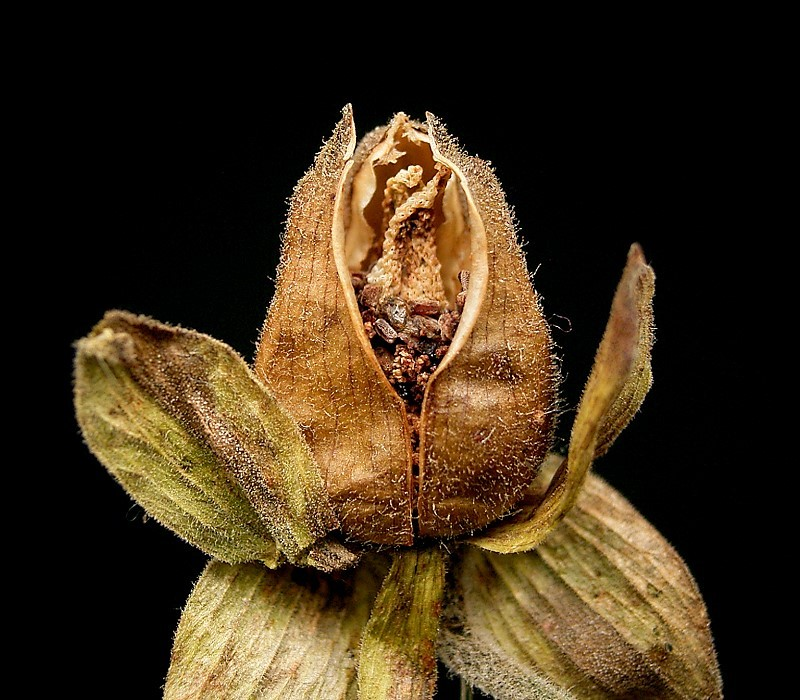
Geöffnete Kapselfrucht

Die vielen kleinen Samen sind „Ballonflieger“. Die Kapselfrüchte sind Wind- und Tierstreuer. Die Samen sind Lichtkeimer. Der Rote Fingerhut ist eine Langtagpflanze.

## Vorkommen
Der Rote Fingerhut ist in Westeuropa sowie dem westlichen Süd-, Mittel- und Nordeuropa und in Marokko beheimatet. In Nord- und Südamerika ist er gebietsweise eingeschleppt. In Deutschland hat er sein natürliches Verbreitungsgebiet bis zum Harz und dem Thüringer Wald, tritt aber verwildert heute im ganzen Land auf.
Man findet den Roten Fingerhut zerstreut, aber gesellig auf Kahlschlägen, vor allem des Gebirges, an Waldwegen und in Waldverlichtungen. Er bevorzugt frischen, kalkarmen, sauren, lockeren, humusreichen Boden an sonnigen bis halbschattigen Standorten.
Nach Ellenberg ist er eine Halblichtpflanze, ein Mäßigwärmezeiger mit ozeanischer Verbreitung, ein Frischezeiger, ein Säurezeiger und in Mitteleuropa eine Charakterart des Epilobio-Digitalietum purpureae aus dem Verband der Weidenröschen-Waldlichtungsfluren (Epilobion angustifolii).
Seit dem 16. Jahrhundert wird er in den gemäßigten Breiten als Zierpflanze in Parks und Gärten verwendet. Der Rote Fingerhut breitet sich als invasive Pflanze in gemäßigten Zonen und höheren Berglagen in Mittel- und Südamerika aus. Dort wird die Art auch durch Höschenkolibris (Eriocnemis) und Rückstrahlerkolibris (Aglaeactis) bestäubt.

## Verwendung in der Pflanzenheilkunde

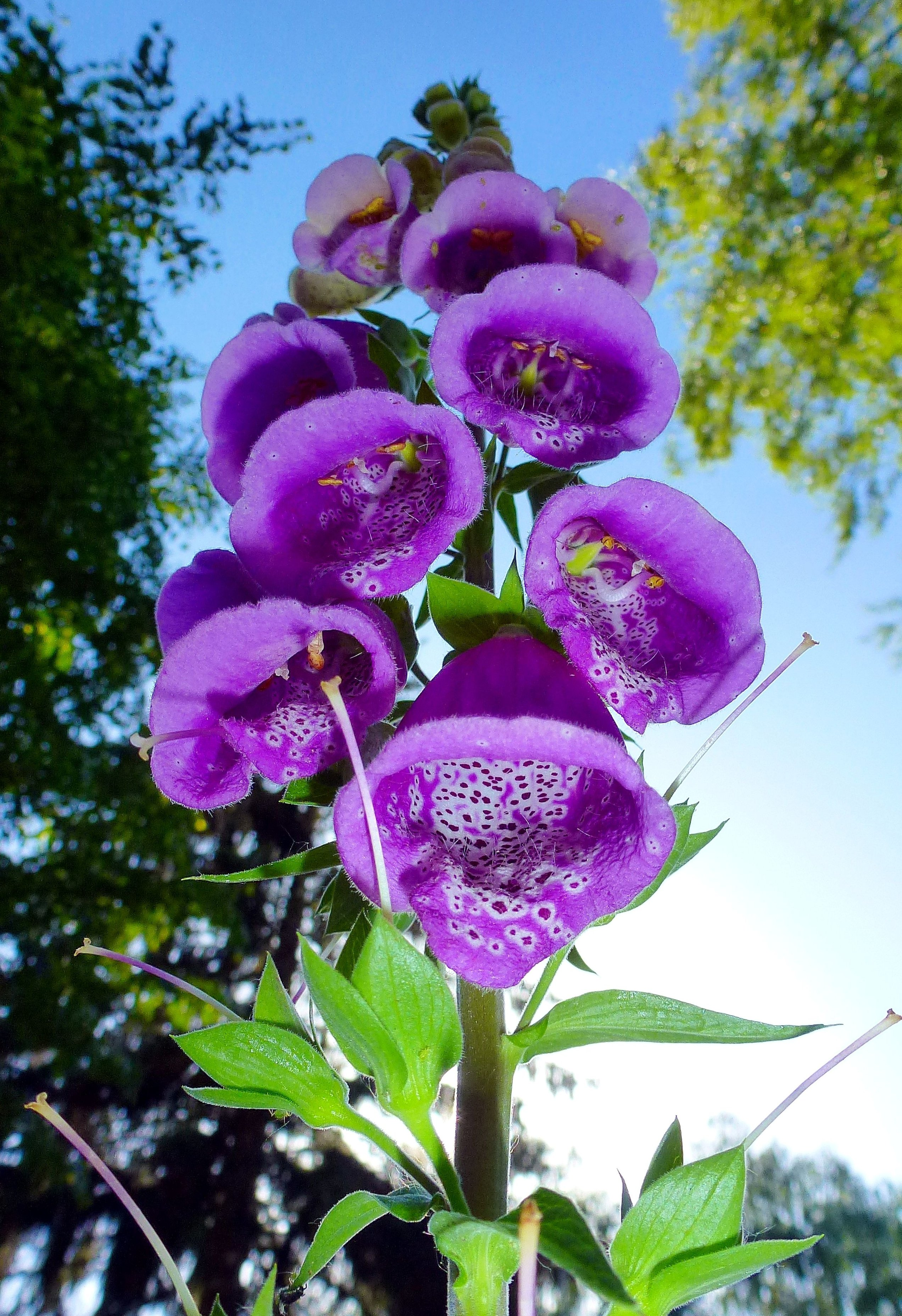
Zygomorphe Blüten im Detail

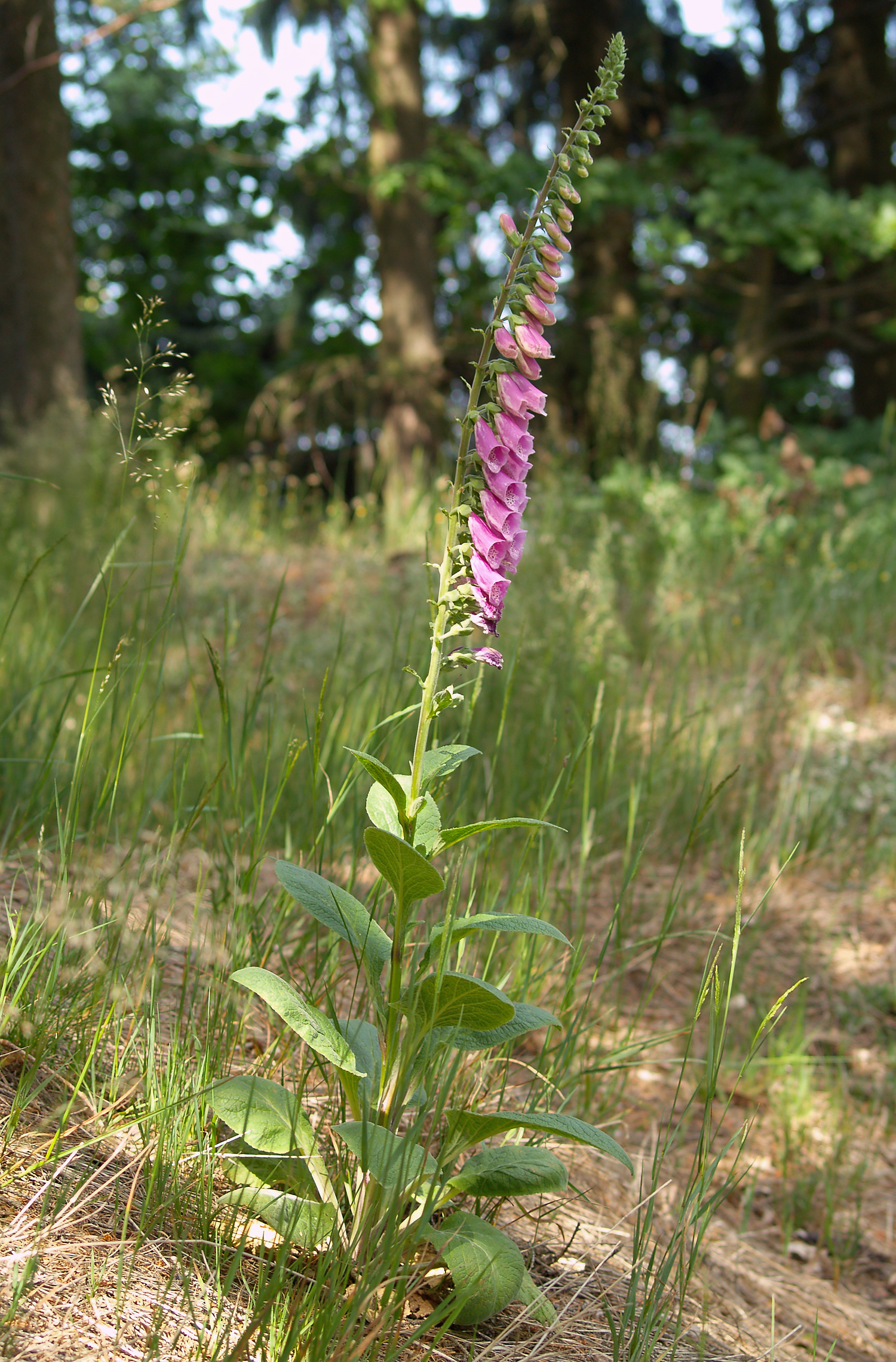
Habitus mit einseitswendigem Blütenstand

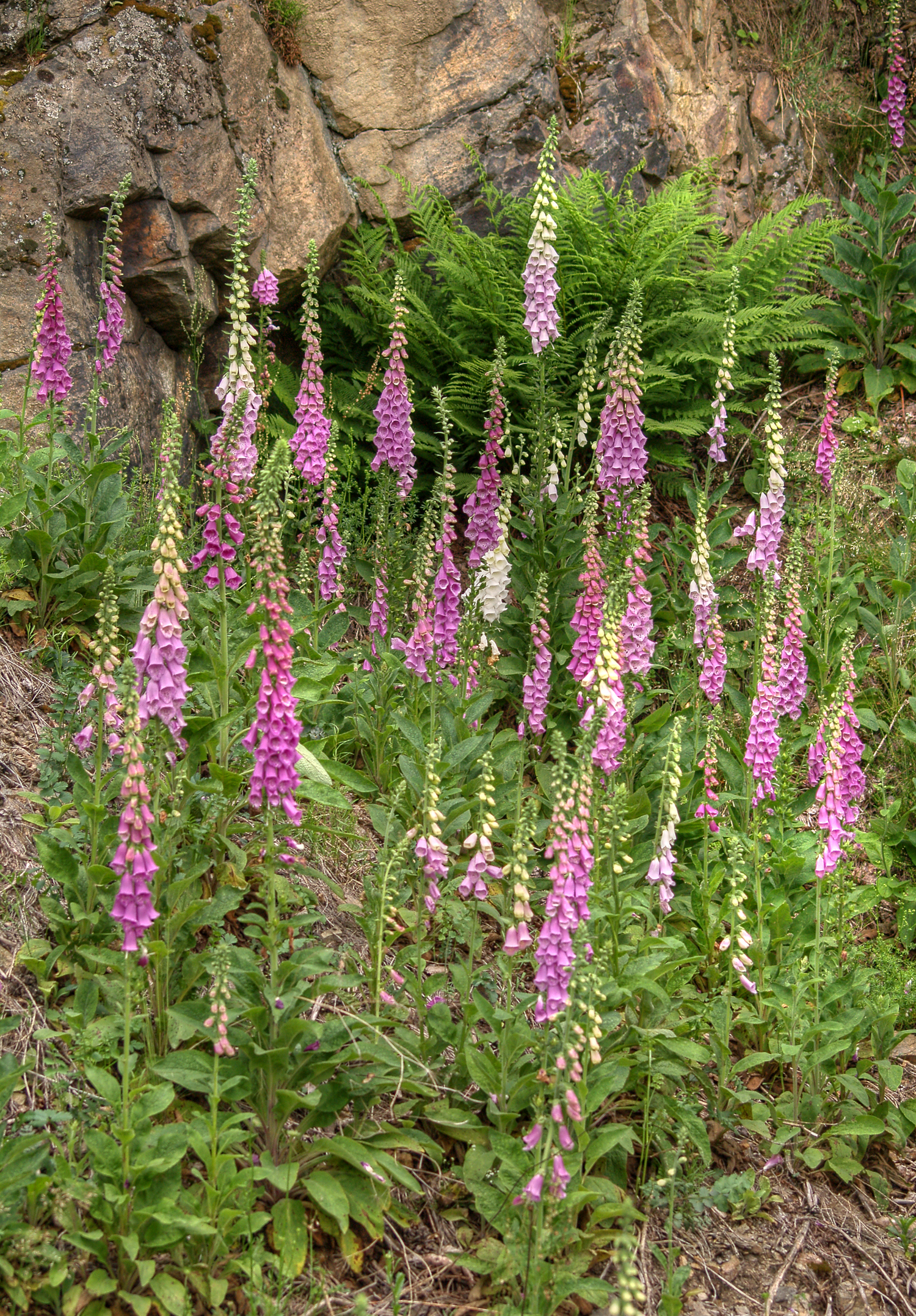
Farbvariationen

Der Rote Fingerhut ist in der Volksmedizin schon lange als Mittel gegen Herzinsuffizienz (Herzschwäche) bekannt und wird seit dem späten 18. Jahrhundert medizinisch verwendet.
Dieser auffallenden Pflanze wurde weder im Mittelalter noch im Altertum große Bedeutung beigemessen. Eine Rezeptsammlung in walisischer Sprache aus dem 12. oder 13. Jahrhundert erwähnt erstmals eine äußerliche Anwendung der Blätter.
Auch Leonhart Fuchs berichtet in der deutschen Ausgabe seines Kräuterbuchs (1543, Cap. CCCXLV):
„Ist in summa ein schön lustig kraut anzusehen, habs derhalben nit künden übergeen, unangesehen das es noch in keinem brauch ist bey den ärtzeten, so vil und mir bewüßt.“ Er berichtet aber weiter unter Krafft und würckung, wozu es in der Volksmedizin verwendet wird, und schließt dann:
„Unnd in summa, haben allerley würckung so die Entian hat, welche wir oben in jrem Capitel erzelet haben. Wer selbigen begert zu wissen, der mag sie am gedachten ort suchen und lesen.“
Auch Tabernaemontanus wusste 1588 noch keine ärztliche Verwendung für diese Pflanze:
„Wozu diese Kreuter zu gebrauchen seyn/ finde ich nicht bey den Authorn.“
Verwendet hat man ihn jedoch zu dieser Zeit bereits in Irland, verbunden mit magischen Bräuchen sollte er gegen den „Bösen Blick“ helfen. Die Engländer verwendeten die Pflanze als Brechmittel, zur Förderung des Auswurfs bei Bronchitis und um 1700 sogar gegen die Schwindsucht. 1748 zeigten Versuche der Académie Française, dass nach Verfütterung von Fingerhut an Truthähne deren Herz, Leber, Gallenblase und Lunge geschrumpft waren. Das führte dazu, dass auch die Engländer den Fingerhut seltener anwendeten.
Der englische Arzt William Withering griff 1775 auf ein altes Familienrezept (zur Behandlung der Wassersucht) zurück und behandelte mit Blättern des Roten Fingerhuts erfolgreich Wasseransammlungen (Ödeme), die auf eine Herzschwäche zurückzuführen waren. Angeblich gestand ihm die Ehefrau eines seiner Patienten, dass sie eine Kräuterfrau um Hilfe gebeten hatte. Allerdings – so behauptet es die Legende – wollte die Kräuterfrau ihm nicht Namen und Wuchsort der Pflanze verraten; er ließ sie beobachten und fand, dass das Elixier der Kräuterfrau Digitalis enthielt. Von 1776 bis 1779 führte Withering eine Reihe von Experimenten an Dutzenden seiner Herzpatienten durch. Aufgrund seiner Beobachtungen schloss er auch, dass sich das Pflanzengift des Fingerhuts im Körper anreichert, da die Wirkung des Medikamentes bei längerer Verabreichung zunahm. 1785 veröffentlichte er dann seine berühmte Abhandlung An account of the Foxglove and its medical uses.
Diese Form der Therapie setzte sich jedoch anfänglich nicht durch, und erst nach 1850 wurde Digitalis häufiger verschrieben. Dazu beigetragen hatten die Untersuchungen des französischen Arztes Drebeyne (1786–1867), der herausfand, dass Digitalis nicht nur harntreibend wirkt, sondern auch die Herztätigkeit stärkt. Der Chemiker Nativelle konnte 1868 dann den Wirkstoff isolieren. Weitere pharmakologische Untersuchungen in der zweiten Hälfte des 19. Jahrhunderts führten danach zu einer Bestimmung einer Reihe weiterer Wirkstoffe in mit dem Roten Fingerhut verwandten Fingerhut-Arten. Man entdeckte außerdem, dass auch Pflanzenarten anderer Familien herzwirksame Substanzen – sogenannte Digitaloide – enthielten. Zu den Pflanzenarten, bei denen man vergleichbare Wirkstoffe fand, zählten das Maiglöckchen, der Oleander und die Christrose. Lediglich die Meerzwiebel zählte unter den in der Folge von Witherings Untersuchungen entdeckten Heilpflanzen zu den Arten, die bereits der Heilkunde der Antike bekannt waren. 1874 gelang Oswald Schmiedeberg (1838–1921) die Gewinnung des Digitoxin als erstes Reinglykosid.
Die Wirkstoffe des Fingerhuts sind Herzglykoside, die heute überwiegend aus dem Wolligen Fingerhut gewonnen werden. Herzglykoside regen den geschwächten Herzmuskel an, sich wieder stärker zusammenzuziehen. Im therapeutischen Einsatz von Digitalis steht der die Herzfrequenz senkende Effekt von Digitalis immer mehr im Vordergrund gegenüber der Stärkung der Herzleistung.
Alle Pflanzenteile des Roten Fingerhutes sind hochgiftig. Bereits der Verzehr von zwei bis drei Fingerhutblättern kann tödlich enden. Aufgrund des bitteren Geschmacks kommt es allerdings selten dazu. Iatrogene (= durch ärztliche Maßnahmen hervorgerufene) Vergiftungen können im Rahmen einer Therapie vorkommen, da die Wirkungsbreite der Digitalisglykoside gering ist. Die ersten Anzeichen einer Vergiftung sind Übelkeit, Erbrechen, Ohrensausen, Schwindelanfälle und ein Sinken der Pulsfrequenz unter 50 Schläge pro Minute.

## Fingerhut im Aberglauben
Besonders den englischen und irischen Sagen nach dient der Fingerhut dem Elfenvolk als Kopfbedeckung. Böse Feen sollen die Blüten einst den Füchsen als Handschuhe geschenkt haben, damit diese lautlos ihr Unwesen in den Hühnerställen treiben konnten. Die Zeichnung der Blüten soll daher von den Fingerabdrücken der unglückbringenden Feen herrühren.

## Fingerhut in der Literatur
In Theodor Fontanes Roman Der Stechlin taucht der Fingerhut als Symbol des bevorstehenden Lebensendes auf:
Dubslav hielt die kleine Flasche gegen das Licht und tröpfelte die vorgeschriebene Zahl in einen Löffel voller Wasser. Als er sie genommen hatte, bewegte er die Lippen hin und her, etwa wie wenn ein Kenner eine neue Weinsorte probt. Dann nickte er und sagte: „Ja, Engelke, nu geht es los. Fingerhut.“

## Systematik
Die Erstbeschreibung von Digitalis purpurea erfolgte 1753 durch Carl von Linné in Species Plantarum, S. 621.
Unterarten von Digitalis purpurea sind beispielsweise:
- Digitalis purpurea subsp. amandiana (Samp.) Hinz (Syn.: Digitalis amandiana Samp.): Sie kommt in Portugal nur in Braganca, Porto und Vila Real vor. Nach K. Marhold ist sie aber keine eigenständige Unterart, sondern als Synonym zu Digitalis purpurea subsp. purpurea zu stellen.[8]
- Digitalis purpurea subsp. purpurea (Syn.: Digitalis miniana Samp., Digitalis nevadensis Kunze, Digitalis purpurea var. tomentosa (Hoffmanns. & Link) Brot., Digitalis tomentosa Hoffmanns. & Link)
- Digitalis purpurea subsp. bocquetii Valdés: Sie kommt in Spanien vor.[8]
- Digitalis purpurea subsp. gyspergerae (Rouy) Rouy: Sie kommt auf Korsika vor.[8]
- Digitalis purpurea subsp. heywoodii P. Silva & M. Silva: Sie kommt in Spanien und in Portugal vor.[8]
- Digitalis purpurea subsp. mariana (Boiss.) Rivas Goday: Sie kommt in Spanien und in Portugal vor.[8]

## Trivialnamen
Für den Roten Fingerhut bestehen bzw. bestanden auch die folgenden weiteren deutschsprachigen Trivialnamen: Blatzblummen (Ruhla), Fingerhood (Münsterland), Fingerhütlein (Elsass), Fingerhut, brauner Fingerhut, Fingerkraut, Fingerpiepen (Münsterland), Handtelen, Klaprause (Göttingen), Waldschellen und Waltglöcklin.